# Lijst van voetbalinterlands Puerto Rico - Saint Vincent en de Grenadines
Deze lijst van voetbalinterlands is een overzicht van alle officiële voetbalwedstrijden tussen de nationale teams van Puerto Rico en Saint Vincent en de Grenadines. De landen speelden tot op heden vier keer tegen elkaar. De eerste ontmoeting, een vriendschappelijke wedstrijd, werd gespeeld in San Juan op 21 oktober 1981. Het laatste duel, een kwalificatiewedstrijd voor het Wereldkampioenschap voetbal 2026, vond plaats op 10 juni 2025 in Mayagüez.

## Wedstrijden
| № | Plaats    | Datum           | Competitie           | Wedstrijd                             | Uitslag |
| - | --------- | --------------- | -------------------- | ------------------------------------- | ------- |
| 1 | San Juan  | 21 oktober 1981 | Vriendschappelijk    | Puerto Rico − St. Vincent en de Gren. | 0 − 2   |
| 2 | Bayamón   | 4 mei 1996      | WK 1998 kwalificatie | Puerto Rico – St. Vincent en de Gren. | 1 – 2   |
| 3 | Kingstown | 12 mei 1996     | WK 1998 kwalificatie | St. Vincent en de Gren. − Puerto Rico | 7 − 0   |
| 4 | Mayagüez  | 10 juni 2025    | WK 2026 kwalificatie | Puerto Rico – St. Vincent en de Gren. | 2 – 1   |

## Samenvatting
| Competitie        | Totaal gespeeld | Winst Puerto Rico | Gelijk | Winst St. Vincent en de Gren. | Doelsaldo Puerto Rico – St. Vincent en de Gren. |
| ----------------- | --------------- | ----------------- | ------ | ----------------------------- | ----------------------------------------------- |
| WK-kwalificatie   | 3               | 1                 | 0      | 2                             | 3 − 10                                          |
| Vriendschappelijk | 1               | 0                 | 0      | 1                             | 0 − 2                                           |
| Totaal            | 4               | 1                 | 0      | 3                             | 3 − 12                                          |

Wedstrijden bepaald door strafschoppen worden, in lijn met de FIFA, als een gelijkspel gerekend.
FPF · 
A-internationals · 
Puerto Ricaans vrouwenelftal
1940 · 
1941 · 
1942 · 
1943–1945 · 
1946 · 
1947 · 
1948 · 
1949 · 
1950–1958 · 
1959 · 
1960–1961 · 
1962 · 
1963 · 
1964 · 
1965 · 
1966 · 
1967 · 
1968 · 
1969 · 
1970 · 
1971 · 
1972 · 
1973 · 
1974 · 
1975 · 
1976 · 
1977 · 
1978 · 
1979 · 
1980 · 
1981 · 
1982 · 
1983 · 
1984 · 
1985 · 
1986 · 
1987 · 
1988 · 
1989–1990 · 
1991 · 
1992 · 
1993 · 
1994 · 
1995 · 
1996 · 
1997 · 
1998 · 
1999 · 
2000 · 
2001 · 
2002 · 
2003 · 
2004 · 
2005 · 
2006–2007 · 
2008 · 
2009 · 
2010 · 
2011 · 
2012 · 
2013 · 
2014 · 
2015 · 
2016 ·
2017 ·
2018 ·
2019 ·
2020 ·
Anguilla ·
Antigua en Barbuda ·
Aruba ·
Bahama's ·
Barbados ·
Belize ·
Bermuda ·
Britse Maagdeneilanden ·
Canada ·
Colombia ·
Costa Rica ·
Cuba ·
Curaçao ·
Dominicaanse Republiek ·
El Salvador ·
Grenada ·
Guatemala ·
Guyana ·
Haïti ·
Honduras ·
India ·
Indonesië ·
Jamaica ·
Kaaimaneilanden ·
Nederlandse Antillen ·
Nicaragua ·
Panama ·
Saint Kitts en Nevis ·
Saint Lucia ·
Saint Vincent en de Grenadines ·
Spanje ·
Suriname ·
Trinidad en Tobago ·
Venezuela ·
Verenigde Staten
SVGFF · A-internationals · Vrouwenelftal van Saint Vincent en de Grenadines
Amerikaanse Maagdeneilanden ·
Anguilla ·
Antigua en Barbuda ·
Aruba ·
Bahama's ·
Barbados ·
Belize ·
Bermuda ·
Britse Maagdeneilanden ·
Canada ·
Costa Rica ·
Cuba ·
Curaçao ·
Dominica ·
Dominicaanse Republiek ·
El Salvador · 
Grenada ·
Guatemala ·
Guyana ·
Haïti ·
Honduras ·
Jamaica ·
Kaaimaneilanden ·
Mexico ·
Montserrat ·
Nederlandse Antillen ·
Nicaragua ·
Puerto Rico ·
Saint Kitts en Nevis ·
Saint Lucia ·
Suriname ·
Trinidad en Tobago ·
Turks- en Caicoseilanden ·
Verenigde Staten